# Pierre Gilbert Crabos
Ne doit pas être confondu avec Pierre Gilbert.
Pierre Gilbert Crabos, dit Pierre Gilbert, né à Paris le 14 juin 1884 et mort à Châtelraould le 8 septembre 1914, est un écrivain, critique littéraire, journaliste et militant royaliste français.

## Biographie
Jeune disciple de Charles Maurras, il est, sous le nom de plume de Pierre Gilbert, l'un des principaux animateurs de la Revue critique des idées et des livres aux côtés de Jean Rivain, Eugène Marsan, Henri Clouard et Jean-Marc Bernard. Il tient également la chronique théâtrale du quotidien royaliste l'Action française et y donne des articles de critique littéraire.
Il participe aux tentatives de rapprochement entre syndicalistes révolutionnaires et néo-royalistes, sous l'égide du Cercle Proudhon.
Pierre Gilbert met toute son énergie au service de l'école néo-classique, dont il est, avec Henri Clouard, l'un des promoteurs acharnés. Ses polémiques avec le groupe de la NRF, qui vient de se constituer, ses charges contre le romantisme et le « bovarysme », ses campagnes contre le théâtre en vogue en font rapidement un des chefs redoutés de la jeune école maurrassienne.
Admirateur de Stendhal, Gilbert écrit que pour aimer l'auteur de La Chartreuse de Parme, il faut une certaine trempe morale et « tenir sa vie comme un navire tient le flot ». Cette maxime, étendue à la politique et à l'art, eût pu lui servir de devise.
Il tombe, à la tête de sa section, le 8 septembre 1914, dans les combats pour la défense de Vitry-le-François. Son destin, dira Maurras, figure « dans la gloire de notre deuil, la jeunesse pure ».
Il avait épousé à Paris le 16 décembre 1912 Valia Bernard de Courville, dont il eut une fille.

## Publications
- La Valeur de la science sociale, Nouvelle librairie nationale, Paris, 1907
- La Forêt des Cippes. Essais de critique, avec un portrait de l'auteur, introduction et notes par Eugène Marsan, E. Champion, Paris, 2 volumes, 1918
- Les Aventures de Nedjouty avec le prince d'Égypte, préface de Jean Capart, illustré par l'auteur, P. Lethielleux, Paris, 1946